# 대한민국의 군인연금
군인연금은 대한민국 국방부에서 제대군인한테 주는 연금이다. 군인연금의 목적은 군인이 일정기간 성실히 복무하고 퇴직하였거나 심신의 장애로 인하여 퇴직 또는 사망한 때에 본인이나 그 유족에게 적절한 급여를 지급함으로써 본인 및 그 유족의 생활안정과 복리향상에 기여하려는 것이다.
1963년 1월 28일 군인연금법이 제정되어 여러 차례 개정을 거쳐 오늘에 이르고 있으며, 1973년에 기금이 고갈되어 만년적자여서 국방부에서 세금으로 지급한다. 국민연금관리공단, 공무원연금공단, 사립학교교직원연금공단, 별정우체국연금관리단같은 연금관리기관이 따로 없다.

## 급여의 종류
급여의 종류는 다음의 15가지이다. 퇴역연금·퇴역연금일시금·퇴역연금공제일시금·퇴직일시금·퇴직급여가산금·상이연금·유족연금·유족연금부가금·유족연금특별부가금·유족연금일시금·유족일시금·유족급여가산금·재해보상금·사망조위금·재해부조금이 그것이다. 군인이 20년 이상 복무하고 퇴직한 때에는 그때부터 사망할 때까지 퇴역연금을 지급한다. 다만 본인이 원하는 때에는 퇴직연금에 기준하여 퇴역연금일시금을 지급하거나, 20년을 초과하는 복무기간 중 본인이 원하는 기간에 대하여는 그 기간에 해당하는 퇴역연금에 갈음하여 퇴역연금공제일시금을 지급할 수 있다. 

## 기여금 및 연금 수령액 산정기준
퇴역연금의 금액은 보수연액의 100의 50에 상당하는 금액으로 하되, 보수기간이 20년을 초과할 때에는 그 초과하는 매 1년에 대하여 보수연액의 100분의 2에 상당하는 금액을 가산한 금액으로 한다. 다만 그 금액은 보수연액의 100분의 76을 초과하지 못한다. 기금은 군인이 납부하는 기여금과 국고가 부담하는 부담금 및 그 이자로 조성한다. 그러므로 군인은 매월 보수월액의 1000분의 55에 해당하는 금액을 기여금으로 국고에 납부하여야 하는데, 그 납부기간이 33년을 초과한 때에는 납부하지 아니한다.
2013년 7월 1일 군인연금법이 전면 개정이 되었다. 개정안에 따르면, 기여금 및 연금 수령액 산정기준을 '보수월액’에서‘기준소득월액(과세소득)'으로 바뀌었다. 기여금 납부율은 과세소득 5.5%에서 7%으로 인상하고, 복무기간 33년 초과시에도 기여금을 계속 납부하도록 설정했다.
또한 퇴역연금 급여산정에 있어 소득의 평균기간을 종전 ‘퇴역전 3년 평균 보수월액’ 에서 ‘전 재직기간 평균 기준소득월액'으로 변경하여‘낸 만큼 받는’구조로 개편하였다.